# Gamtoos
Il Gamtoos è un fiume del Sudafrica che si trova nella Provincia del Capo Orientale. Esso nasce dalla confluenza di altri due fiumi, il Kouga e il Groot, e sfocia nell'Oceano Indiano nella Jeffreys Bay.